# Aislan
Aislan Paulo Lottici Back, plus connu sous le nom de Aislan, est un footballeur brésilien né le 30 janvier 1988 à Realeza. Il évolue au poste de défenseur central au sein du Vasco da Gama.

## Palmarès
- Champion du Brésil en 2008 avec le FC Sao Paulo